# Dierk Hoffmann
Dierk Hoffmann (* 29. Dezember 1963 in Hannover) ist ein deutscher Historiker.

## Leben
Hoffmann studierte Neuere und Neueste Geschichte, Osteuropäische Geschichte und Volkswirtschaftslehre an der Universität München und wurde dort 1994 promoviert. Seitdem ist er wissenschaftlicher Mitarbeiter der Berliner Abteilung des Instituts für Zeitgeschichte München. Seit 2009 lehrt er als Privatdozent und seit 2014 als außerplanmäßiger Professor an der Universität Potsdam. Er ist seit 2011 Mitglied der Kommission zur Aufarbeitung der Geschichte des Bundesministeriums für Wirtschaft und Technologie und seiner Vorgängerinstitutionen sowie seit 2014 Mitglied der Steuerungsgruppe der Forschungsgruppe zur Geschichte der Innenministerien in Bonn und Ost-Berlin.
Hoffmanns Forschungsschwerpunkte sind die Geschichte der Sozialpolitik im 19. und 20. Jahrhundert, die Geschichte der SBZ/DDR und die deutsch-deutsche Nachkriegsgeschichte.

## Schriften (Auswahl)
- Mythos Sachsen. Privatisierung, Kommunikation und Staat in den 1990er-Jahren. Ch. Links Verlag, Berlin 2024, ISBN 978-3-96289-212-8.
- Hrsg. mit Ulf Brunnbauer: Transformation als soziale Praxis. Mitteleuropa seit den 1970er Jahren. Metropol, Berlin 2020 (Volltext digital verfügbar).
- Hrsg.: Transformation einer Volkswirtschaft. Neue Forschungen zur Geschichte der Treuhandanstalt. Metropol, Berlin 2020 (Volltext digital verfügbar).
- Hrsg. mit Elke Seefried: Plan und Planung. Deutsch-deutsche Vorgriffe auf die Zukunft. de Gruyter Oldenbourg, München 2018.
- Hrsg.: Die zentrale Wirtschaftsverwaltung in der SBZ/DDR. Akteure, Strukturen, Verwaltungspraxis. de Gruyter Oldenbourg, Berlin 2016.
- Hrsg. mit Stefan Creuzberger: „Geistige Gefahr“ und „Immunisierung der Gesellschaft“. Antikommunismus und politische Kultur in der frühen Bundesrepublik. de Gruyter Oldenbourg, München 2014, ISBN 978-3-486-74708-9.
- Von Ulbricht zu Honecker. Die Geschichte der DDR 1949–1989 (= Deutsche Geschichte im 20. Jahrhundert, Bd. 15), be-bra-Verlag, Berlin 2013.
- Nachkriegszeit. Deutschland 1945–1949 (= Kontroversen um die Geschichte). Wissenschaftliche Buchgesellschaft, Darmstadt 2011.
- Am Rande der sozialistischen Arbeitsgesellschaft. Rentner in der DDR 1945–1990 (= Veröffentlichung der Landeszentrale für politische Bildung Thüringen). Landeszentrale für politische Bildung Thüringen, Erfurt 2010.
- Otto Grotewohl (1894–1964). Eine politische Biographie. Oldenbourg, München 2009 (zugleich: Habil.-Schrift, Universität Potsdam, 2009).
- Zweierlei Neuanfang. Die Gründung der Bundesrepublik und der DDR 1949 (= Veröffentlichung der Landeszentrale für politische Bildung Thüringen). Landeszentrale für politische Bildung Thüringen, Erfurt 2009.
- Hrsg. mit Michael Schwartz: Geschichte der Sozialpolitik in Deutschland seit 1945. Bd. 8: Deutsche Demokratische Republik 1949–1961. Im Zeichen des Aufbaus des Sozialismus. Nomos, Baden-Baden 2004.
- Die DDR unter Ulbricht. Gewaltsame Neuordnung und gescheiterte Modernisierung, Pendo-Verlag, Zürich 2003.
- Aufbau und Krise der Planwirtschaft. Die Arbeitskräftelenkung in der SBZ/DDR 1945 bis 1963, Oldenbourg, München 2002.
- Sozialpolitische Neuordnung in der SBZ/DDR. Der Umbau der Sozialversicherung 1945–1956, Oldenbourg, München 1996 (zugleich: phil. Dissertation, Universität München, 1994).
- Hrsg. mit Karl-Heinz Schmidt und Peter Skyba: Die DDR vor dem Mauerbau. Dokumente zur Geschichte des anderen deutschen Staates 1949–1961, Piper, München/Zürich 1993.